# Poul Johannes Jørgensen
Poul Johannes Jørgensen, född den 25 september 1873 i Radsted på Lolland, död 1947, var en dansk rättshistoriker, docent 1903 och professor 1907 i rättshistoria, förvaltningsrätt och folkrätt vid universitetet i Köpenhamn.
Jørgensen, som var en mångsidigt lärd man med vida intressen, innehade åtskilliga vetenskapliga, akademiska och kommunala uppdrag. Han har utgett Forelæsninger over den danske Retshistorie (1904-08), Manddrabsforbrydelsen i den skaanske Ret (1922) samt medverkat vid utgivandet av Danmarks gamle Landskapslove.

## Utmärkelser
- Riddare av Dannebrogorden,  1911[1]
- Dannebrogsmännens hederstecken,  1923[1]
- Kommendör av Dannebrogorden,  1930[1]
- Kommendör av första graden av Dannebrogorden,  1938[1]

[Redigera Wikidata]